# Olli J. Uoti
Olli Johannes Uoti, född 12 februari 1930 i Kalvola, död 13 maj 1967 i Esbo, var en finländsk politiker. 
Uoti, som var son till director cantus Martti Uoti och lärare Ester Saastamoinen, blev student 1948 och politices kandidat 1950. Han var partifunktionär vid socialdemokratiska partiet 1950–1954, Finlands fackföreningars centralförbunds ekonomisk-politiske sekreterare 1954–1959, generalsekreterare i Arbetarnas och småbrukarnas socialdemokratiska förbund 1959–1962, forskare vid finansministeriets nationalekonomiska avdelning från 1962, byråchef vid finansministeriets folkhushållningsavdelning från 1964. Han blev redaktionssekreterare vid Sosiaalilääketieteellinen aikakauslehti 1952, var forskare vid Kansas marknadsundersökningsinstitut 1954–1957 och från 1962, medlem av fullmäktige för Finlands Bank 1958–1962, av Finlands FN-delegation 1958 och 1960, av Ekonomiska rådet från 1962. Han var medlem av Finlands riksdag 1958–1962 och från 1966 samt minister i socialministeriet i regeringen Sukselainen I 1957.